# اریک لاملا
اریک مانوئل لاملا (زادهٔ ۴ مارس ۱۹۹۲) یک بازیکن فوتبال اهل آرژانتین است که برای باشگاه سویا بازی می‌کند.
وی برای تیم ریور پلاته تا سال ۲۰۱۱ بازی کرد و سپس با مبلغ ۱۷ میلیون یورو به رم پیوست. درسال ۲۰۱۳ با ۳۰ میلیون یورو به تاتنهام هاتسپر رفت. در ادامه در سال ۲۰۲۱ به صورت رایگان به سویا پیوست. او در سال ۲۰۱۰ با سوفیا هررو ازدواج کرد.

## آمار ملی

### بازی‌های ملی
| آرژانتین | آرژانتین | آرژانتین | آرژانتین |
| سال      | بازی     | گل       | پاس گل   |
| -------- | -------- | -------- | -------- |
| ۲۰۱۱     | ۱        | ۰        | ۰        |
| ۲۰۱۳     | ۵        | ۰        | ۱        |
| ۲۰۱۴     | ۴        | ۱        | ۰        |
| ۲۰۱۵     | ۵        | ۰        | ۰        |
| ۲۰۱۶     | ۸        | ۲        | ۰        |
| ۲۰۱۸     | ۲        | ۰        | ۱        |
| مجموع    | ۲۵       | ۳        | ۲        |

### گل‌های ملی
| شماره | تاریخ          | میزبان   | بازی ملی | حریف    | نتیجه | رقابت            |
| ----- | -------------- | -------- | -------- | ------- | ----- | ---------------- |
| ۱     | ۳ سپتامبر ۲۰۱۴ | دوسلدورف | ۷        | آلمان   | ۴–۲   | دوستانه          |
| ۲     | ۱۴ ژوئن ۲۰۱۶   | سیاتل    | ۱۹       | بولیوی  | ۳–۰   | کوپا آمریکای قرن |
| ۳     | ۱۸ ژوئن ۲۰۱۶   | فاکسبرو  | ۲۰       | ونزوئلا | ۴–۱   | کوپا آمریکای قرن |

## افتخارات
رم
- نایب قهرمان کوپا ایتالیا: ۲۰۱۲-۱۳

تاتنهام
- لیگ فوتبال/نایب قهرمان جام ای.اف.ال: ۲۰۱۴-۱۵, ۲۰۲۰-۲۱

- نایب قهرمان لیگ قهرمانان اروپا: ۱۹-۲۰۱۸

آرژانتین
- نایب قهرمانی کوپا آمریکا: ۲۰۱۵ ،۲۰۱۶

شخصی
- گل ماه لیگ برتر: مارس ۲۰۲۱

- گل فصل لیگ برتر: ۲۰۲۰-۲۱

- جایزه پوشکاش فیفا: ۲۰۲۱